# Hemileius romanicus
Hemileius romanicus är en kvalsterart som först beskrevs av Vasiliu och Calugar 1981.  Hemileius romanicus ingår i släktet Hemileius och familjen Hemileiidae. Inga underarter finns listade i Catalogue of Life.